# بنیتو سارتی
بنیتو سارتی (به ایتالیایی: Benito Sarti) (زاده ۲۳ ژوئیه ۱۹۳۶ – درگذشته ۴ فوریه ۲۰۲۰) بازیکن فوتبال اهل ایتالیا بود که از سال ۱۹۵۸ میلادی عضو تیم ملی فوتبال ایتالیا بوده و در ۶ بازی ملی حضور داشته‌است. او در بازی‌های ملی‌اش گلی به ثمر نرساند.
بنیتو سارتی آخرین بازی ملی خود را در سال ۱۹۶۱ میلادی انجام داد.